# Hans-Erik Wander
Hans-Erik Wander (* 29. Juli 1945; † 29. Mai 1996 in Göttingen) war ein deutscher Internist und Onkologe.

## Leben
Von 1978 bis 1987 arbeitete Wander als Oberarzt an der Universitätsmedizin Göttingen (UMG), danach ließ er sich als Internist mit Schwerpunkt Onkologie nieder. Parallel dazu wirkte er als Privatdozent an der UMG, sein Forschungsschwerpunkt war die Therapie von Mamakarzinomen. Außerdem engagierte Wander sich in der Deutschen Krebsgesellschaft, von 1988 bis 1995 war er dort Vorstandsmitglied des Arbeitskreises Internistische Onkologie sowie Sprecher der niedergelassenen Onkologen.
Ende Mai 1996 erlag Hans-Erik Wander einem Krebsleiden.

## Buchpublikationen
- Unterbindung beziehungsweise Hemmung der Laktation im Menschen durch Estrovis 400 (Quinestrol) und Bestimmung der Prolaktin-Aktivität im Serum, Dissertation, Göttingen 1972.
- Der Einfluss der medikamentösen Systemtherapie auf die Überlebenszeit von Patientinnen mit metastasierendem Mamakarzinom, Habilitationsschrift, Göttingen 1986.
- mit Gerd Nagel: Mamakarzinome: Vorsorge, Therapie, Nachsorge, Besondere Fragestellungen, 4. überarbeitete und erweiterte Auflage, Zuckschwerdt, München 1986, ISBN 3-88603-166-7.
- Überlebenszeiten beim Mamakarzinom, Karger, Basel 1990, ISBN 3-8055-5248-3.